# Мыглиж (община)
Мыглиж (болг. Община Мъглиж) — община в Болгарии. Входит в состав Старозагорской области. Население составляет 12 655 человек (на 21.07.05 г.).
Административный центр общины в городе Мыглиж. Кмет общины Мыглиж — Стойчо Иванов Цанев (Болгарская социалистическая партия (БСП)) по результатам выборов 2007 года в правление общины.

## Состав общины
В состав общины входят следующие населённые пункты:
1. Боруштица
2. Ветрен
3. Дыбово
4. Дыржавен
5. Зимница
6. Мыглиж
7. Радунци
8. Селце
9. Сливито
10. Тулово
11. Шаново
12. Юлиево
13. Яворовец
14. Ягода